# Valsavarenche
Valsavarenche (de 1946 à 1976, Valsavaranche) est une commune alpine de la Vallée d'Aoste, en Italie du Nord. Elle se situe dans la vallée du même nom et fait partie de l'unité des communes valdôtaines du Grand-Paradis.

## Toponymie
La commune a porté le nom de Valsavara de 1939 à 1946, et de Valsavaranche de 1946 à 1976.

## Géographie

Localisation de la commune de Valsavarenche à l'intérieur de la Vallée d'Aoste.

## Lieux d'intérêt
- Le centre des visiteurs du parc national du Grand-Paradis (voir lien externe), au chef-lieu (hameau Déjoz) ;
- Les villages Nex (restauré par l'architecte Franco Binel aux années 1970) et Tignet, exemples de style architectural alpin typique du bas Moyen Âge ;
- Musée de la Résistance - centre de documentation « Émile Chanoux », à Rovenaud ;
- Musée paroissial.

## Tourisme de randonnée
Trois importants refuges de montagne se trouvent sur le territoire de Valsavarenche :
- Refuge Victor-Emmanuel II, 2 732 mètres ;
- Refuge ville de Chivasso, 2 604 mètres ;
- Refuge Frédéric Chabod, 2 750 mètres ;
- Refuge-gîte Savoie, 2 534 mètres ;
- Bivouac Sberna, 3 414 mètres.

Le Tour du Grand-Paradis est une compétition de ski-alpinisme dédiée à la mémoire de René Chabod et ayant lieu dans le haut Valsavarenche au mois d'avril.

## Personnalités nées à Valsavarenche
- Émile Chanoux, notaire et militant antifasciste, martyr de la résistance valdôtaine pendant la Seconde Guerre mondiale.
- Frédéric Chabod, homme politique et historien.
- René Chabod - avocat, homme politique et alpiniste.

## Associations
À Valsavarenche se situe le siège de la Compagnie des guides de montagne du Grand-Paradis.

## Administration
| Période                                  | Période     | Identité       | Étiquette     | Qualité                  |
| ---------------------------------------- | ----------- | -------------- | ------------- | ------------------------ |
| 21 mai 2007                              | 27 mai 2007 | Pierre Jocollé | Liste civique | Syndic                   |
| 27 mai 2007                              | 14 mai 2022 | Joseph Dupont  | Liste civique | Syndic                   |
| 15 mai 2022                              | 14 mai 2022 | Tamara Lanaro  | -             | Commissaire préfectienne |
| 14 novembre 2022                         | En cours    | Roger Georgy   | Liste civique | Syndic                   |
| Les données manquantes sont à compléter. |             |                |               |                          |

### Hameaux
Molère, Fénille, Bois-de-Clin, Rovenaud, Le Loup, Dégioz (chef-lieu, parfois orthographié comme Déjoz), Les Toules, Le Nex, Tignet, Vers-le-Bois, Payel, Bien, Le Créton, Toulaplanaz, Maisonnasse, L’Eau-Rousse, Le Plan-de-la-Pesse, Le Terré, Le Pessey, Le Pont, Le Breuil.

### Communes limitrophes
Aymavilles, Ceresole Reale (TO), Cogne, Introd, Noasca (TO), Rhêmes-Notre-Dame, Rhêmes-Saint-Georges, Villeneuve

### Évolution démographique
Habitants recensés

## Galerie de photos

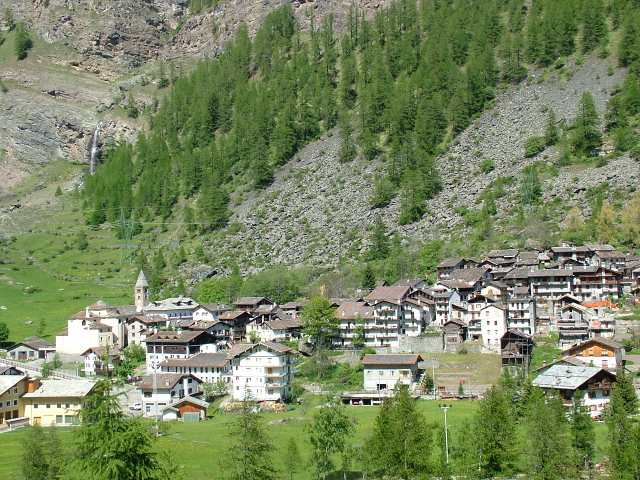
Le village de Déjoz, chef-lieu communal.
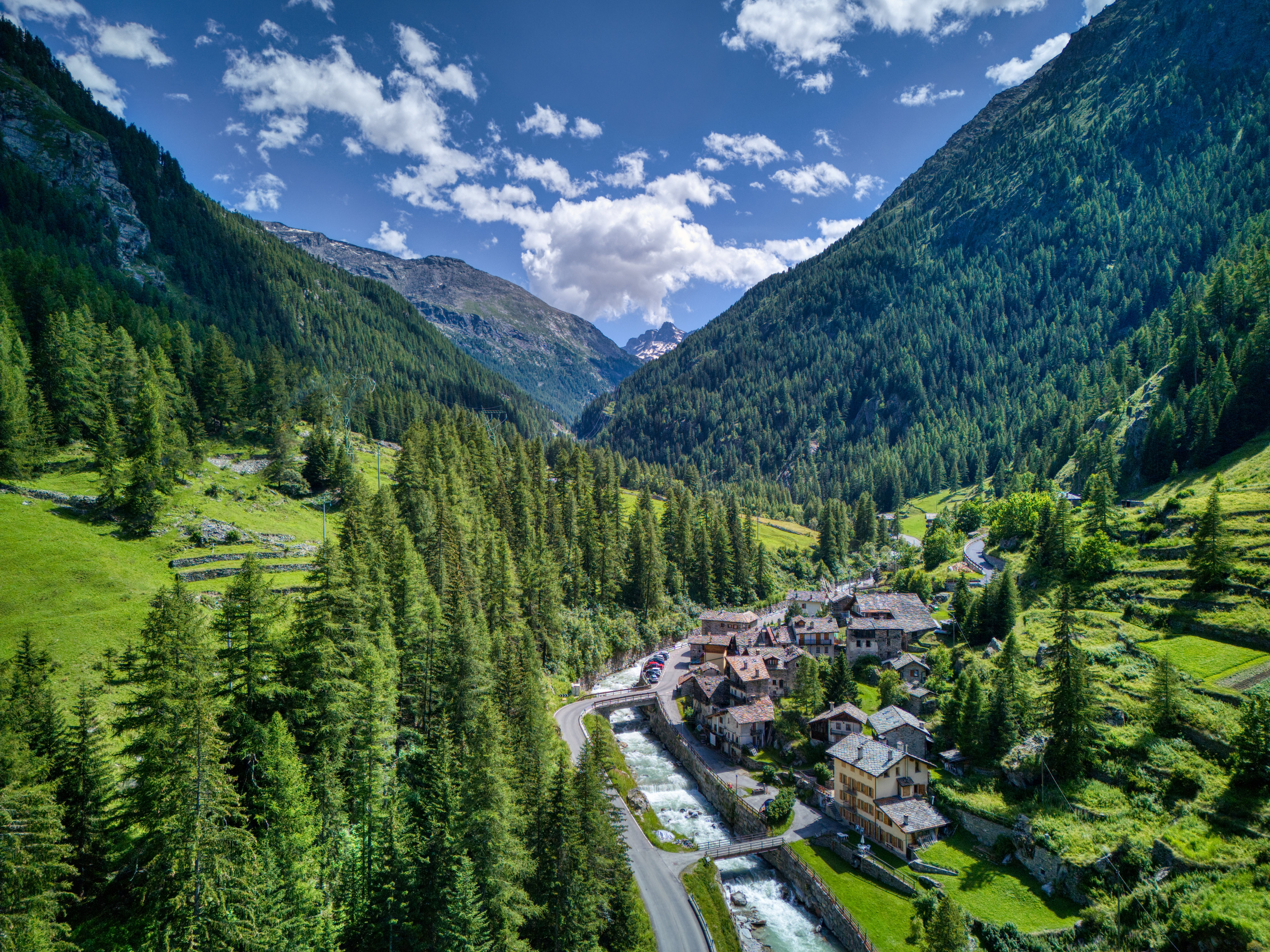
Le village de La Maisonnasse.
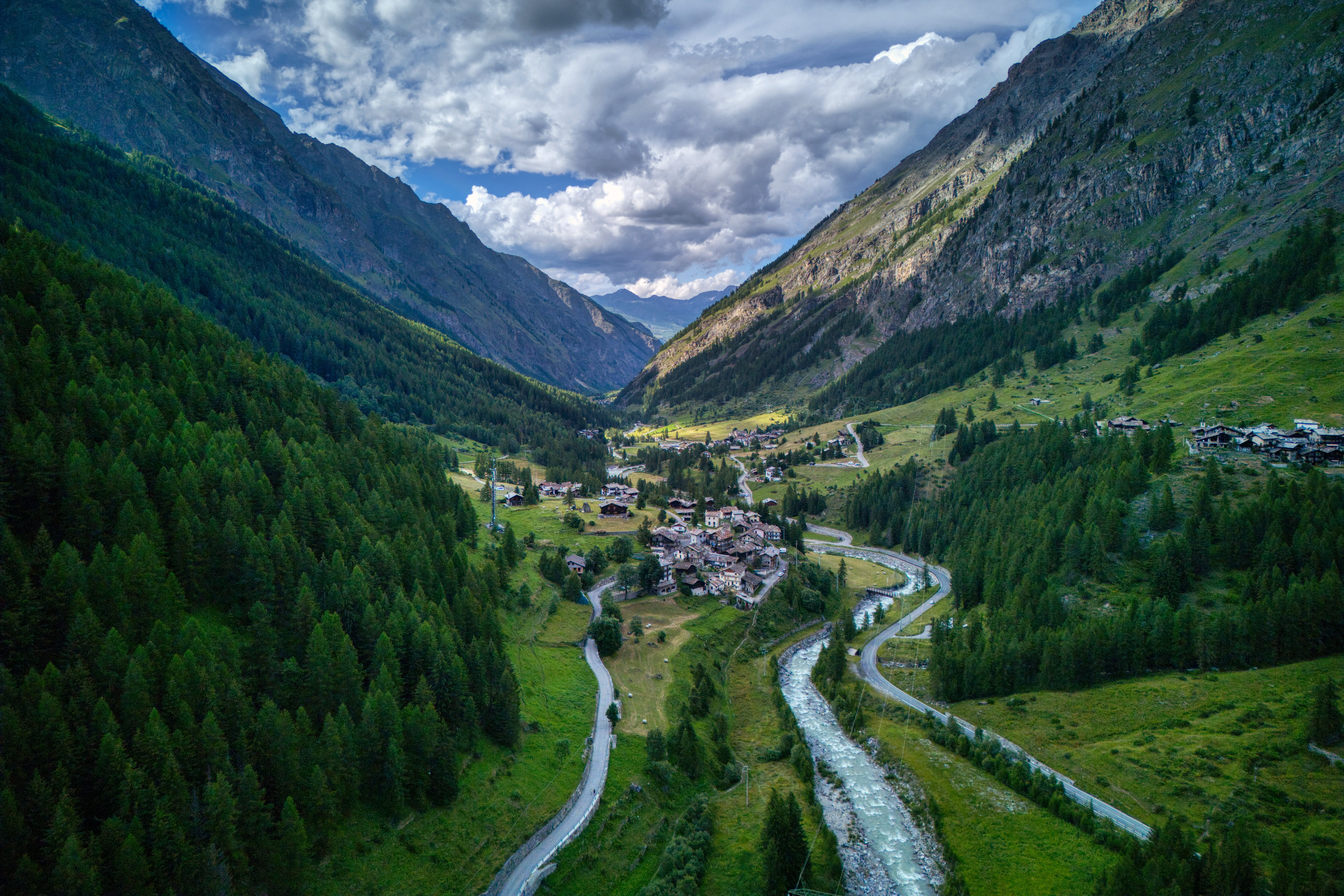
Le hameau du Créton.
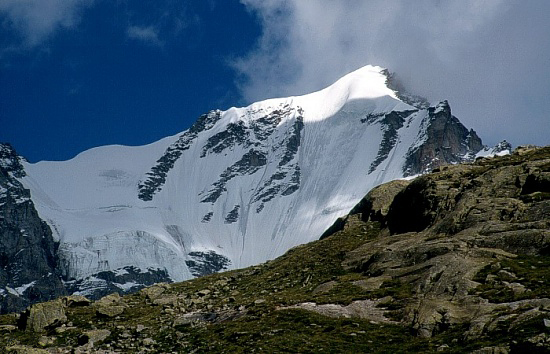
Le Grand Paradis vu du haut Valsavarenche.
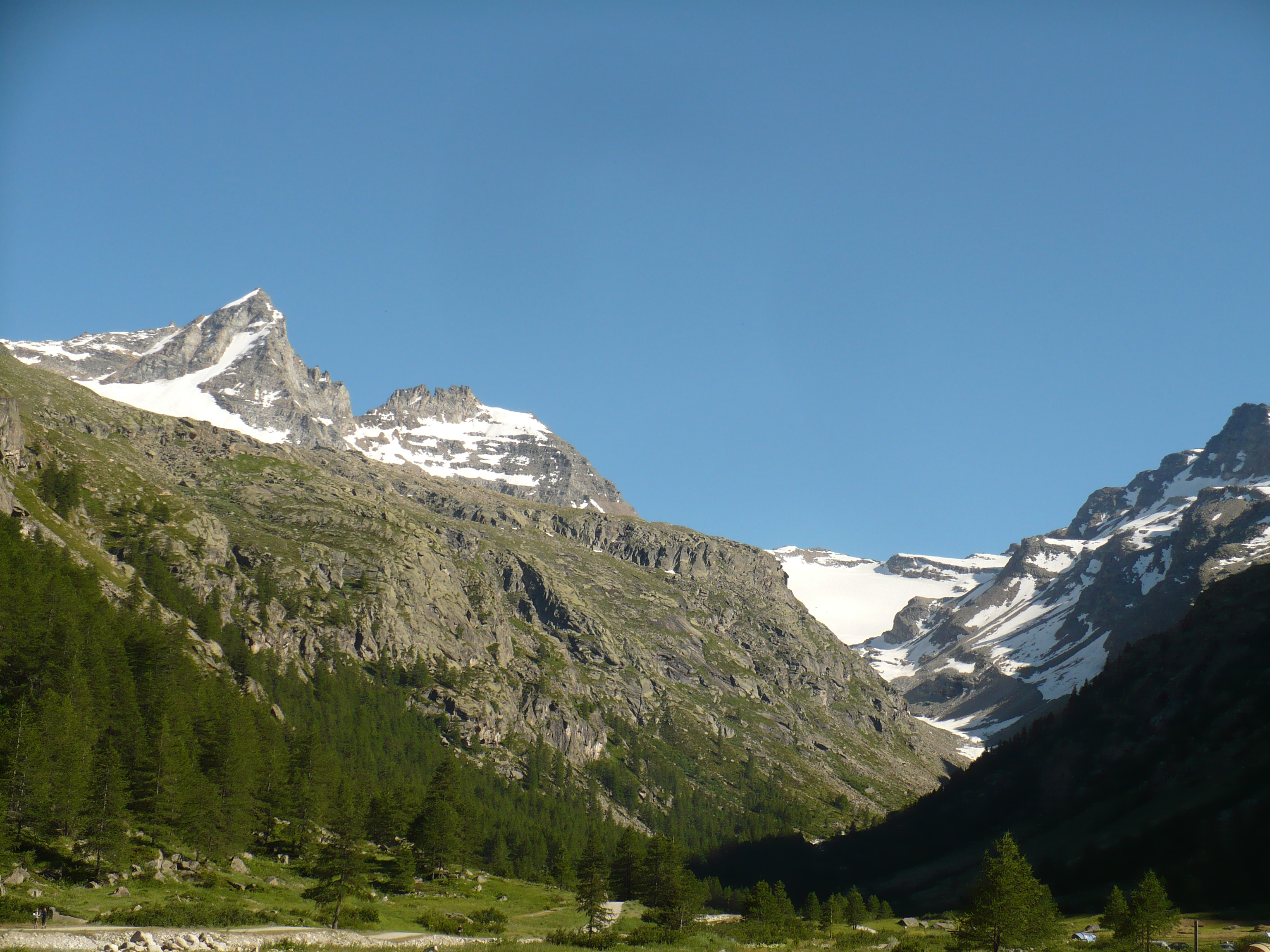
Panorama du haut Valsavarenche depuis le hameau Pont. Sur la gauche, le pic de Montchair.
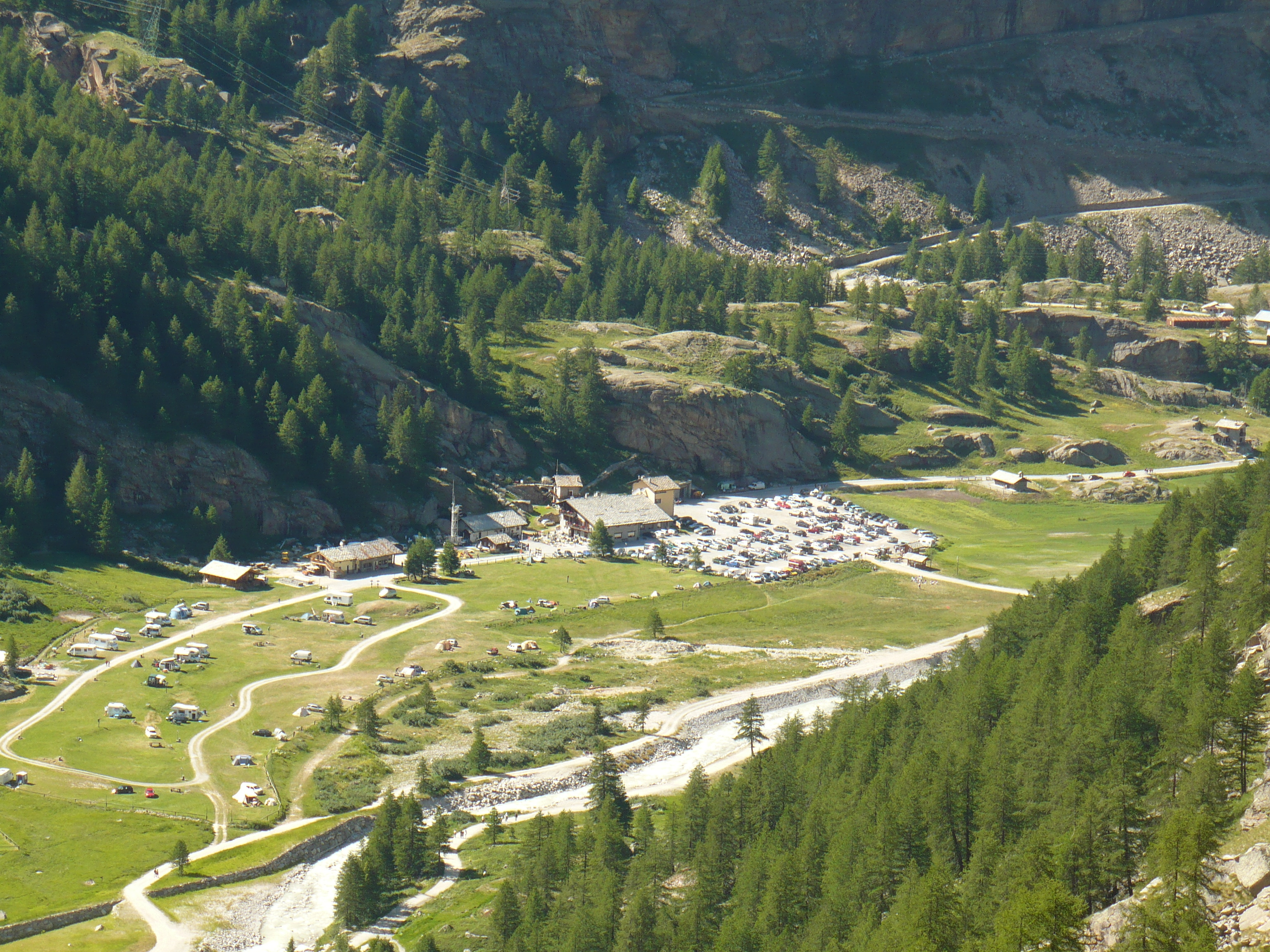
Le hameau Pont vu du sentier pour le refuge Victor-Emmanuel II.
Le centre visiteurs du Parc national du Grand Paradis et la maison communale, à Dégioz.
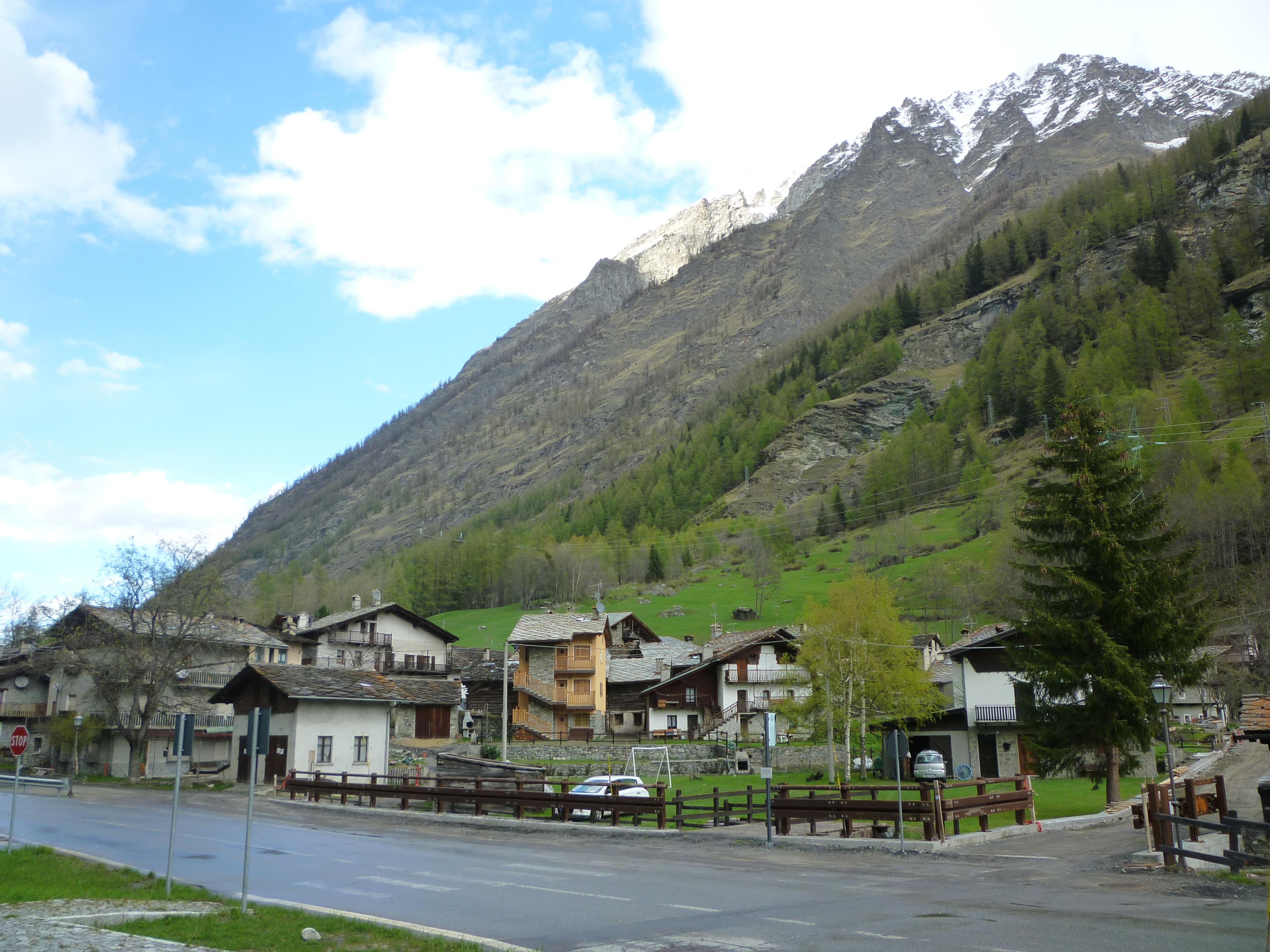
Vue de Rovenaud, village natal d'Émile Chanoux.